# Marcin Dymiter
Marcin Dymiter (ur. 1971 w Słupsku) – polski muzyk, artysta dźwiękowy, niezależny kurator i badacz audiosfery. Członek Polskiego Stowarzyszenia Muzyki Elektroakustycznej. Jeden z pionierów nagrań terenowych w Polsce.

## Życiorys zawodowy
Wyrasta ze środowiska muzyki alternatywnej, noisu i punka. Związany był lub jest z różnymi zespołami muzycznymi oraz bardziej efemerycznymi formacjami, m.in.: Ewa Braun, Mordy, emiter, niski szum, ZEMITER, MAPA. 
Jako niezależny kurator artystyczny związany był z festiwalami: Control Room (Gdańsk), Wydźwięki/Resonances (Galeria El, Elbląg), mikro_makro (Słupsk, Flensburg). Był pomysłodawcą i kuratorem – wspólnie z Marcinem Barskim – projektu "Polish Soundscapes”, pierwszej polskiej wystawy prezentującej zjawisko nagrań terenowych (field recording), oraz współtwórcą Instytutu Pejzażu Dźwiękowego - oddolnej inicjatywy ludzi zainteresowanych nagraniami terenowymi, sztuką dźwięku (sound art) czy szeroko pojętą tematyką przestrzeni dźwięku. Brał udział w organizowanej przez muzeum Reina Sofia w Madrycie wystawie "Audiosphere. Sound Experimentation 1980-2020" dotyczącej zjawisku sztuki dźwięku na świecie, której kuratorem był Francisco Lopez. Na specjalne zaproszenie Instytutu Cervantesa w Warszawie, objął opieką kuratorską projekt "Pustka i cisza". 
Jest inicjatorem "Tracklisty" - serii wykładów multimedialnych dotyczących istotnych kierunków w muzyce oraz sound artu jako gałęzi sztuki współczesnej. "Tracklista" to forma edukacyjna łącząca prezentację muzyki i multimedialny wykład. Spotkania koncentrują się na kluczowych zagadnieniach i zjawiskach w muzyce XX i XXI wieku i odbywają się w całej Polsce, zazwyczaj w instytucjach poświęconych sztuce współczesnej lub na nią otwartych (Centrum Sztuki Współczesnej Zamek Ujazdowski w Warszawie, BWA w Tarnowie, ASP w Katowicach i Gdańsku, Uniwersytet Mikołaja Kopernika w Toruniu, Medialab, NOSPR i Biuro Dźwięku w Katowicach, Galeria EL w Elblągu i inn.). Pierwszym podsumowaniem trwającego wciąż cyklu była napisana z Marcinem Różycem książka Dźwięki i szwy (BWA Tarnów 2015).
Tworzy instalacje dźwiękowe, słuchowiska, muzykę do filmów, spektakli teatralnych, wystaw i przestrzeni publicznych. Współpracuje z artystą wizualnym Ludomirem Franczakiem – wcześniej w projekcie emiter_franczak audio video performance, następnie w ramach działań teatralnych i performatywnych („Erft”, „Odzyskane”, „Życie i śmierć Janiny Węgrzynowskiej”, „Atlas of Sounds”), odpowiada za muzykę i opracowanie dźwiękowe. Współpracował także z Joanną Rajkowską, Elżbietą Jabłońską, Anną Baumgart, Anną Witkowską, Risą Takitą, Magdaleną Franczak, Karoliną Głusiec.
Publikuje teksty w periodykach kulturalno-społecznych oraz wydaje książki poświęcone tematom nagrań terenowych, dźwięku, hałasu i ciszy, a także różnym sposobom słuchania i związanym z tą czynnością technologiom (jego książka Notatki z terenu była nominowana do Nagrody Literackiej Gdynia w kategorii esej w 2022 roku). Zarejestrowane pejzaże dźwiękowe wydaje w ramach serii "Field Notes" lub implementuje je do innych nagrań. Prowadzi warsztaty edukacyjne i spacery dźwiękowe.

## Dyskografia
- 2009 – microsillon
- 2010 – selected soundworks 1: Ruchomy pamiętnik
- 2017 – sinus balticus
- 2020 – AO music for small electronic objects, beats, tape and voice
- 2020 – selected soundworks 2
- 2020 – Muzyka na czas pandemii 2020
- 2020 – HOME OFFICE
- 2022 – ELECTRONICS FOR DOGS
- 2022 – emiter, Where old buildings once stood come new ones
- 2022 – emiter, Five tracks from a single source
- 2023 – Selected Soundworks 3: Remiks, czyli Przeróbka
- 2023 – Selected soundworks 4: Trzy miejsca/ Drei Orte/ Three Places
- 2023 – Les grands voyages de Janina Węgrzynowska. Fantaisies au sujet de la géométrie et du mouvement

## Książki
- Dźwięki i szwy, BWA Tarnów, Tarnów 2015, wraz z Marcinem Różycem
- Notatki z terenu, Wydawnictwo Części Proste, 2021
- Przewodnik dla audiokulturalnych, Wydawnictwo Adamada 2021
- Maszyny do ciszy, Wydawnictwo Części Proste, 2023

## Artykuły
- Co tam szumi? Warsztaty dźwiękowe i tracklista, czyli o działaniu dźwiękowym na obrzeżach, "Czasopismo kulturalno-społeczne KULTURA ENTER", 2010/04 nr 21[17]
- Izolator, "Dwutygodnik", 09/2023 nr 68[18]
- W parkach i ogrodach, "Dwutygodnik", 06/2023 nr 363[19]

## Stypendia
- 2011 – Stypendium Marszałka Województwa Pomorskiego
- 2011 – Stypendium Ministra Kultury i Dziedzictwa Narodowego
- 2012 – Stypendium Fundacji Wyszehradzkiej